# TJ Palavan Bavory
TJ Palavan Bavory (celým názvem: Tělovýchovná jednota Palavan Bavory) je český fotbalový klub, který sídlí v Bavorech na Břeclavsku v Jihomoravském kraji. Založen byl roku 1952. Klubovými barvami jsou červená a bílá. Od sezony 2013/14 hraje Základní třídu Břeclavska, od sezony 2018/19 ve skupině „A“ (nejnižší soutěž).
Největším úspěchem klubu je dvouletá účast v Přeboru Jihomoravského kraje (2008/09 a 2009/10), zejména pak vítězství v sezoně 2009/10. Z důvodu absence mládežnických mužstev však nebyl svazem postup do Divize D umožněn.

## Historické názvy
Zdroj: 
- 1952 – Sokol JZD Bavory (Sokol Jednotné zemědělské družstvo Bavory)
- 1955 – faktický zánik klubu
- 1970 – obnoven jako TJ Palavan Bavory (Tělovýchovná jednota Palavan Bavory)

## Stručná historie kopané v Bavorech
Kopaná se hrála v Bavorech již v letech 1952 – 1955, kdy bylo družstvo dospělých přihlášeno do soutěže. Hrávalo nejnižší třídu tehdejšího Okresu Mikulov, v níž skončilo pokaždé poslední a zanedlouho se rozpadlo. Ke konci 60. let 20. století dospěly do mládežnických let silné ročníky, hrávaly se také zápasy svobodných proti ženatým, horního konce proti dolnímu, dokonce i přátelský zápas s Pernou. K rozhodnutí znovu přihlásit klub do soutěžních klání (od 1970/71) přispěla i nedaleká Klentnice, jejíž činovníci tak učinili dva týdny před bavorskými. Až do roku 2006 startovalo mužstvo výhradně v okresních soutěžích.
V sezoně 2002/03 zde jako hrající trenér působil Roman Kukleta. V letech 2005 – 2010 nastupovali za klub mj. i bývalí prvoligoví hráči jako Radim Vlasák, Lambert Šmíd, Róbert Kafka, Vladimír Michal, Pavel Šustr, Petr Baštař a Peter Hrubina.

## Budování sportovního areálu
V roce 1948 byl určen Místním národním výborem v Bavorech pozemek č. 329 jako hřiště. Původní hřiště kopírovalo terén a bylo ve velkém spádu. Rekonstrukce hřiště začala v roce 1970 srovnáváním terénu. Vápenka Mikulov poskytla bezplatně pásový traktor „Stalinec“, JZD Bavory dodávalo pro tento stroj naftu. Hlínu na nové hřiště navážela auta n. p. Silnice Znojmo, která v té době pracovala na přeložce silnice Brno – Mikulov. Rekonstrukce hřiště trvala rok a hřiště bylo předáno do užívání v sobotu 17. července 1971. První zápas na tomto hřišti se hrál hned následujícího dne proti Vlasaticím. Hřiště bylo bez trávy, hrálo se na hlíně. V následujících letech bylo provedeno ještě zatravnění hřiště.
Roku 1976 se začalo s budováním šaten. Kabiny byly postaveny brigádně, pouze pokládání lepenky na střechu bylo zadáno řemeslníkům. Bylo vybudováno kvalitní zázemí – kabiny pro družstva domácích a hostů, kabina pro rozhodčí, klubovna, sociální zařízení. Otevírání nových kabin se uskutečnilo v létě 1981 a při této příležitosti byl sehrán přátelský zápas s prvoligovým mužstvem hokejistů Komety Brno.
V roce 1998 bylo zahájeno budování zastřešené tribuny pro přibližně 120 diváků. Celá akce proběhla opět brigádně a za pomoci mnoha členů TJ byla tribuna uvedena do provozu v květnu 1999. Na podzim roku 1999 byla zahájena rekonstrukce zatravnění hřiště a současně byla zahájena výstavba opěrné zdi při vstupu do sportovního areálu. Tato akce umožnila provést oplocení celého areálu a vybudování další plochy, kterou lze v současnosti používat jako tréninkovou plochu.

## Umístění v jednotlivých sezonách
Stručný přehled
Zdroj: 
- 2002–2006: Okresní přebor Břeclavska
- 2006–2007: I. B třída Jihomoravského kraje – sk. C
- 2007–2008: I. A třída Jihomoravského kraje – sk. B
- 2008–2010: Přebor Jihomoravského kraje
- 2010–2013: Okresní soutěž Břeclavska – sk. A
- 2013–2022: Základní třída Břeclavska – sk. B
- 2022–2023: Okresní soutěž Břeclavska – sk. B
- 2023–20: Okresní soutěž Břeclavska

Jednotlivé ročníky
Zdroj: 
Legenda: Z – zápasy, V – výhry, R – remízy, P – porážky, VG – vstřelené góly, OG – obdržené góly, +/− – rozdíl skóre, B – body, červené podbarvení – sestup, zelené podbarvení – postup, fialové podbarvení – reorganizace, změna skupiny či soutěže
| Česko (2002 – ) |                                         |        |    |    |   |    |     |    |     |    |        |
| Sezóny          | Liga                                    | Úroveň | Z  | V  | R | P  | VG  | OG | +/− | B  | Pozice |
| 2002/03         | Okresní přebor Břeclavska               | 8      | 26 | 11 | 4 | 11 | 59  | 53 | +6  | 37 | 7.     |
| 2003/04         | Okresní přebor Břeclavska               | 8      | 26 | 15 | 5 | 6  | 57  | 39 | +18 | 50 | 2.     |
| 2004/05         | Okresní přebor Břeclavska               | 8      | 26 | 12 | 3 | 11 | 63  | 39 | +24 | 39 | 7.     |
| 2005/06         | Okresní přebor Břeclavska               | 8      | 26 | 21 | 3 | 2  | 89  | 14 | +75 | 66 | 1.     |
| 2006/07         | I. B třída Jihomoravského kraje – sk. C | 7      | 26 | 24 | 2 | 0  | 107 | 15 | +92 | 74 | 1.     |
| 2007/08         | I. A třída Jihomoravského kraje – sk. B | 6      | 26 | 19 | 6 | 1  | 62  | 15 | +47 | 63 | 1.     |
| 2008/09         | Přebor Jihomoravského kraje             | 5      | 30 | 8  | 9 | 13 | 30  | 38 | −8  | 33 | 13.    |
| 2009/10         | Přebor Jihomoravského kraje             | 5      | 30 | 20 | 5 | 5  | 62  | 28 | +34 | 65 | 1.     |
| 2010/11         | Okresní soutěž Břeclavska – sk. A       | 9      | 26 | 10 | 2 | 14 | 55  | 64 | −9  | 32 | 9.     |
| 2011/12         | Okresní soutěž Břeclavska – sk. A       | 9      | 26 | 7  | 5 | 14 | 36  | 62 | −26 | 26 | 11.    |
| 2012/13         | Okresní soutěž Břeclavska – sk. A       | 9      | 26 | 4  | 4 | 18 | 35  | 81 | −46 | 16 | 13.    |
| 2013/14         | Základní třída Břeclavska – sk. B       | 10     | 18 | 11 | 4 | 3  | 38  | 24 | +14 | 37 | 3.     |
| 2014/15         | Základní třída Břeclavska – sk. B       | 10     | 18 | 11 | 2 | 5  | 50  | 32 | +18 | 35 | 4.     |
| 2015/16         | Základní třída Břeclavska – sk. B       | 10     | 18 | 5  | 4 | 9  | 30  | 38 | −8  | 19 | 7.     |
| 2016/17         | Základní třída Břeclavska – sk. B       | 10     | 20 | 12 | 2 | 6  | 53  | 24 | +29 | 38 | 2.     |
| 2017/18         | Základní třída Břeclavska – sk. B       | 10     | 16 | 8  | 2 | 6  | 31  | 22 | +9  | 26 | 3.     |
| 2018/19         | Základní třída Břeclavska – sk. A       | 10     | 22 | 14 | 4 | 4  | 66  | 18 | +48 | 46 | 2.     |
| 2019/20         | Základní třída Břeclavska – sk. A       | 10     | 10 | 6  | 1 | 3  | 26  | 15 | +11 | 19 | 4.     |
| 2020/21         | Základní třída Břeclavska – sk. A       | 10     | 8  | 5  | 3 | 0  | 31  | 4  | +27 | 18 | 1.     |
| 2021/22         | Základní třída Břeclavska – sk. A       | 10     | 18 | 18 | 0 | 0  | 73  | 7  | +66 | 54 | 1.     |
| 2022/23         | Okresní soutěž Břeclavska – sk. B       | 9      | 26 | 19 | 6 | 1  | 105 | 26 | +79 | 63 | 3.     |
| 2023/24         | Okresní soutěž Břeclavska               | 9      | 24 | 7  | 3 | 14 | 39  | 62 | -23 | 24 | 12.    |

## TJ Palavan Bavory „B“
TJ Palavan Bavory „B“ byl rezervním týmem Bavor, který se pohyboval v okresních soutěžích. Zanikl po sezoně 2009/10 v souvislosti s pádem A-mužsva do okresních soutěží.

### Umístění v jednotlivých sezonách
Stručný přehled
Zdroj: 
- 2004–2005: Základní třída Břeclavska – sk. B
- 2005–2010: Okresní soutěž Břeclavska – sk. A

Jednotlivé ročníky
Zdroj: 
Legenda: Z – zápasy, V – výhry, R – remízy, P – porážky, VG – vstřelené góly, OG – obdržené góly, +/− – rozdíl skóre, B – body, červené podbarvení – sestup, zelené podbarvení – postup, fialové podbarvení – reorganizace, změna skupiny či soutěže
| Česko (2004 – 2010) |                                   |        |    |    |   |    |    |    |     |    |        |
| Sezóny              | Liga                              | Úroveň | Z  | V  | R | P  | VG | OG | +/− | B  | Pozice |
| 2004/05             | Základní třída Břeclavska – sk. B | 10     | 26 | 20 | 2 | 4  | 78 | 27 | +51 | 62 | 1.     |
| 2005/06             | Okresní soutěž Břeclavska – sk. A | 9      | 26 | 11 | 0 | 15 | 55 | 60 | −5  | 33 | 9.     |
| 2006/07             | Okresní soutěž Břeclavska – sk. A | 9      | 26 | 11 | 5 | 10 | 52 | 51 | +1  | 38 | 6.     |
| 2007/08             | Okresní soutěž Břeclavska – sk. A | 9      | 26 | 18 | 2 | 6  | 64 | 40 | +24 | 56 | 2.     |
| 2008/09             | Okresní soutěž Břeclavska – sk. A | 9      | 26 | 15 | 0 | 11 | 87 | 56 | +31 | 45 | 3.     |
| 2009/10             | Okresní soutěž Břeclavska – sk. A | 9      | 24 | 11 | 7 | 6  | 48 | 31 | +17 | 40 | 3.     |